# コパ・カタルーニャ
コパ・カタルーニャ(カタルーニャ語: Copa Catalunya)は、カタルーニャサッカー連盟(FCF)が主催するサッカーのカップ戦である。

## 歴史

### カタルーニャ選手権
1903年から1940年まではカタルーニャ選手権(Championship of Catalonia)という名称で知られ、当時はプリメーラ・ディビシオン（1部）のクラブが参加していなかったため、大きな名声や関心を享受した。1929年まで全国リーグ（現在のリーガ・エスパニョーラ）は存在しなかったため、コパ・デル・レイがスペイン最高峰の大会であったが、カタルーニャ選手権優勝クラブは他地域の覇者とともにコパ・デル・レイに出場してスペイン王者を競った。

### フランコによる開催禁止とコパ・ジャナラリタ
1940年にフランコ政権が誕生するとカタルーニャ選手権は開催を禁じられた。カタルーニャのクラブはリーガ・エスパニョーラやコパ・デル・ヘネラリシモ（現在のコパ・デル・レイ）など、スペインサッカー連盟によって組織された大会のみに出場することを強制された。1975年にフランコが死去するとフアン・カルロス1世による王政復古が行われ、1984年にはコパ・ジャナラリタという名称でカタルーニャ選手権が再開したが、最初の5回はスペインサッカー連盟から認知されなかった。これらの大会はプレシーズンの8月に開催され、ノンプロのセグンダ・ディビシオンB（3部）のクラブが参加を許された。1989-90シーズンはカタルーニャサッカー連盟によって公式の大会と認識された。1991年には、FCバルセロナやRCDエスパニョールなどのような、プリメーラ・ディビシオン（1部）とセグンダ・ディビシオン（2部）のクラブも大会への参加が許され、1990-91シーズン大会はバルセロナが初優勝した。

### コパ・カタルーニャ
1993年にはコパ・カタルーニャという名称に変更された。バルセロナやエスパニョールなどのビッグクラブが参加してスター選手が出場するため、カタルーニャのメディアに大きく取り上げられるようになり、近年の大会は確固たる名声を手に入れた。しかし、これら近年の名声も、1940年代以前の大会が享受した豪華絢爛さからはほど遠い。

### スーペルコパの創設と開催停止騒動
2012年、コパ・カタルーニャの大会形式が変更され、コパ・カタルーニャ、スーペルコパ・カタルーニャという二つの大会に分割された。スーペルコパはいわゆるスーパーカップとは異なり、カタルーニャ地域における二つのビッグクラブ（バルセロナとエスパニョール）の対戦を指す。しかし、7月下旬にバルセロナがメンバーを落としてスーペルコパに臨むと主張したため、7月31日、カタルーニャサッカー連盟はスーペルコパの恒久的な開催停止を発表し、コパ・カタルーニャ決勝も中止となった。

## 歴代大会結果

### コパ・ジャナラリタ(非公式)
| シーズン | 優勝          | 準優勝               | スコア       |
| -------- | ------------- | -------------------- | ------------ |
| 1984–85  | FCバルセロナC | CEマンレザ           | 3-3 (4–3 PK) |
| 1985–86  | CEマンレザ    | テッラーサFC         | 0-0 (3–1 PK) |
| 1986–87  | CEマンレザ    | テッラーサFC         | 5-2          |
| 1987–88  | リョレート    | サン・クリストーバル | 3-0          |
| 1988–89  | リョレート    | UEサン・アンドレウ   | 1-1 (4–3 PK) |

### コパ・ジャナラリタ(公式)
| シーズン | 日付          | 会場                         | 優勝         | 準優勝            | スコア |
| -------- | ------------- | ---------------------------- | ------------ | ----------------- | ------ |
| 1989–90  | 1990年6月2日  | ムニシパル, パラモス         | CDブラネス   | UDAグラマネー     | 2-0    |
| 1990–91  | 1991年6月4日  | カム・ダスポルツ, リェイダ   | FCバルセロナ | CEサバデル        | 6-3    |
| 1991–92  | 1992年6月9日  | カム・ダスポルツ, リェイダ   | パラモスCF   | UEリェイダ        | 3-1    |
| 1992–93  | 1993年5月20日 | ノウ・アスターディ, タラゴナ | FCバルセロナ | RCDエスパニョール | 4-3    |

### コパ・カタルーニャ
| シーズン | 日付          | 会場                                                                          | 優勝                        | 準優勝                 | スコア                              |
| -------- | ------------- | ----------------------------------------------------------------------------- | --------------------------- | ---------------------- | ----------------------------------- |
| 1993–94  | 1994年6月7日  | ムニシパル, ビラサー・ダ・マール                                              | FCアンドラ                  | RCDエスパニョール      | 0-0 (4-2 PK)                        |
| 1994–95  | 1995年6月20日 | アスターディ・オリンピック, タラサ                                            | RCDエスパニョール           | パラモスCF             | 3-1                                 |
| 1995–96  | 1996年3月13日 | ムンジュイック, バルセロナ                                                    | RCDエスパニョール           | FCバルセロナ           | 5-1                                 |
| 1996–97  | 1997年6月10日 | ムニシパル, ルスピタレート・ダ・リュブラガート                                | CEエウローパ                | FCバルセロナ           | 3-1                                 |
| 1997–98  | 1998年5月5日  | ミニ・エスタディ, バルセロナ                                                  | CEエウローパ                | FCバルセロナ           | 1-1 (4-3 PK)                        |
| 1998–99  | 1999年5月11日 | カム・ダスポルツ, リェイダ                                                    | RCDエスパニョール           | UEリェイダ             | 2-1                                 |
| 1999–00  | 2000年5月16日 | アスターディ・オリンピック, タラサ                                            | FCバルセロナ                | CEマタロー             | 3-0                                 |
| 2000–01  | 2001年6月13日 | カム・ダスポルツ, リェイダ                                                    | CFバラゲー                  | FCバルセロナ           | 2-2 (4-3 PK)                        |
| 2001–02  | 2002年5月7日  | アスターディ・オリンピック, タラサ                                            | テッラーサFC                | FCバルセロナ           | 1-1 (4-1 PK)                        |
| 2002–03  | 2003年6月18日 | ノバ・クレウ・アルタ, サバデイ                                                | テッラーサFC                | CFガバ                 | 3-0                                 |
| 2003–04  | 2003年8月26日 | モンティリビ, ジローナ                                                        | FCバルセロナ                | RCDエスパニョール      | 1-0                                 |
| 2004–05  | 2004年8月22日 | ノウ・アスターディ, タラゴナ                                                  | FCバルセロナ                | RCDエスパニョール      | 2-0                                 |
| 2005–06  | 2006年9月5日  | ムンティリービ, ジローナ                                                      | RCDエスパニョール           | FCバルセロナ           | 1-0                                 |
| 2006–07  | 2007年6月5日  | ノバ・クレウ・アルタ, サバデイ                                                | FCバルセロナ                | RCDエスパニョール      | 1-1 (5-4 PK)                        |
| 2007–08  | 2007年9月11日 | ノウ・ムニシパル, パラモス                                                    | ジムナスティック・タラゴナ  | FCバルセロナ           | 2-1                                 |
| 2008–09  | 2008年10月8日 | ラ・ダベーサ, サン・カルラス・ダ・ラ・ラピタ                                  | UEサン・アンドレウ          | RCDエスパニョール      | 2-1                                 |
| 2009–10  | 2010年12月1日 | ノバ・クレウ・アルタ, サバデイ                                                | RCDエスパニョール (勝ち点6) | FCバルセロナ (勝ち点3) | ESP 1-0 L'H FCB 1-2 ESP L'H 0-2 FCB |
| 2010–11  | 2011年8月     | ノウ・アスターディ, タラゴナ                                                  | RCDエスパニョール           | FCバルセロナ           | 3-0                                 |
| 2011–12  | 2012年9月12日 | Camp Municipal, Manlleu                                                       | ジムナスティック・タラゴナ  | AEC Manlleu            | 1-0                                 |
| 2012–13  | 2013年5月29日 | カンプ・デスポルツ, リェイダ                                                  | FCバルセロナ                | RCDエスパニョール      | 1-1 (4-2 PK)                        |
| 2013–14  | 2014年5月21日 | エスタディ・モンティリビ, ジローナ                                            | FCバルセロナ                | RCDエスパニョール      | 0-0 (3-2 PK)                        |
| 2014–15  | 2015年3月25日 | Nou Sardenya , バルセロナ                                                     | CEエウロパ                  | ジローナFC             | 2-1                                 |
| 2015–16  | 2016年3月30日 | エスタディ・デ・ラ・ノバ・クレウ・アルタ, サバデイ                            | CEサバデル                  | FCバルセロナB          | 2-0                                 |
| 2016–17  | 2017年3月28日 | ウロット市営スタジアム (ウロット)                                             | ジムナスティック・タラゴナ  | ジローナFC             | 0–0 (4–3 PK)                        |
| 2017–18  | 2018年6月2日  | ラ・ビビラ・ミュニシパル・スタジアム (ガバ)                                   | UEコルネジャ                | UAオルタ               | 3–2                                 |
| 2018–19  | 2019年5月1日  | ルスピタレート市営フットボールスタジアム (ルスピタレート・ダ・リュブラガート) | UEサン・アンドレウ          | FCビラフランカ         | 2–0                                 |
| 2019–20  | 2020年4月1日  |                                                                               |                             |                        |                                     |

## クラブ別優勝回数
| クラブ                     | 優勝 | 準優勝 | 優勝年                                                                            | 準優勝年                                                                                 |
| -------------------------- | ---- | ------ | --------------------------------------------------------------------------------- | ---------------------------------------------------------------------------------------- |
| FCバルセロナ               | 9    | 10     | (1984–85), 1990–91, 1992–93, 1999–00, 2003–04, 2004–05, 2006–07, 2012–13, 2013–14 | 1995–96, 1996–97, 1997–98, 2000–01, 2001–02, 2005–06, 2007–08, 2009–10, 2010–11, 2015–16 |
| RCDエスパニョール          | 6    | 8      | 1994–95, 1995–96, 1998–99, 2005–06, 2009-10, 2010–11                              | 1992–93, 1993–94, 2003–04, 2004–05, 2006–07, 2008–09, 2012–13, 2013–14                   |
| CEエウローパ               | 3    | 0      | 1996–97, 1997–98, 2014–15                                                         | —                                                                                        |
| ジムナスティック・タラゴナ | 3    | 0      | 2007–08, 2011–12, 2016–17                                                         | —                                                                                        |
| テッラーサFC               | 2    | 2      | 2001–02, 2002–03                                                                  | 1985–86, 1986–87                                                                         |
| CEマンレザ                 | 2    | 1      | 1985–86, 1986–87                                                                  | 1984–85                                                                                  |
| UEサン・アンドレウ         | 2    | 1      | 2008–09, 2018–19                                                                  | 1988–89                                                                                  |
| CFリョレート               | 2    | 0      | 1987-88, 1988-89                                                                  | —                                                                                        |
| パラモスCF                 | 1    | 1      | 1991–92                                                                           | 1994–95                                                                                  |
| CEサバデル                 | 1    | 1      | 2015–16                                                                           | 1990–91                                                                                  |
| CDブラネス                 | 1    | 0      | 1989–90                                                                           | —                                                                                        |
| FCアンドラ                 | 1    | 0      | 1993–94                                                                           | —                                                                                        |
| CFバラゲー                 | 1    | 0      | 2000–01                                                                           | —                                                                                        |
| UEコルネジャ               | 1    | 0      | 2017–18                                                                           | —                                                                                        |